# Hans de Koster
Henri Johan (Hans) de Koster (Leiden, 5 november 1914 – Wassenaar, 24 november 1992) was een Nederlands ondernemer, bestuurder en politicus voor de VVD. Hij was minister van Defensie in de kabinetten Biesheuvel I en II van 1971 tot 1973 en eerder staatssecretaris van Buitenlandse Zaken in het kabinet De Jong van 1967 tot 1971. Daarvoor was hij voorzitter van het Verbond van Nederlandsche Werkgevers (VNW) van 1961 tot 1967.

## Voor de oorlog
Hans de Koster deed eindexamen HBS-b en behaalde zijn kandidaats economie aan de Universiteit van Amsterdam. Daarna vervolgde hij zijn studie in het buitenland.

## Oorlogsjaren
Tijdens de Tweede Wereldoorlog leidde Hans de Koster de spionagegroep Peggy. Hij had toen al goede introducties bij de hoge ambtenaren. Van hen moesten de rapporten komen op basis waarvan de Nederlandse regering in Engeland haar voorbereidingen kon treffen voor hulp aan de bevolking en voor herstel van de infrastructuur. Hem werd een eigen agent toegestuurd. Dit was Jhr. mr. Rob de Brauw, schuilnaam Pijpekop. De Brauw had geen marconistenopleiding gedaan, maar hij had wel een S-phone bij zich, waarmee hij verbinding kon maken met een vliegtuig. De bedoeling van een S-phone is dat er geen grondgolf wordt uitgezonden en daardoor niet kan worden gepeild. Toch werd Pijpekop op 14 oktober 1944 gearresteerd. Hij kwam in een concentratiekamp terecht en kwam om het leven toen hij werd geëvacueerd met een Duits schip, dat op 5 mei 1945 op de Oostzee door de Engelsen werd gebombardeerd.
Hans de Koster was bevriend met de koninklijke familie en in het bijzonder met prins Bernhard.

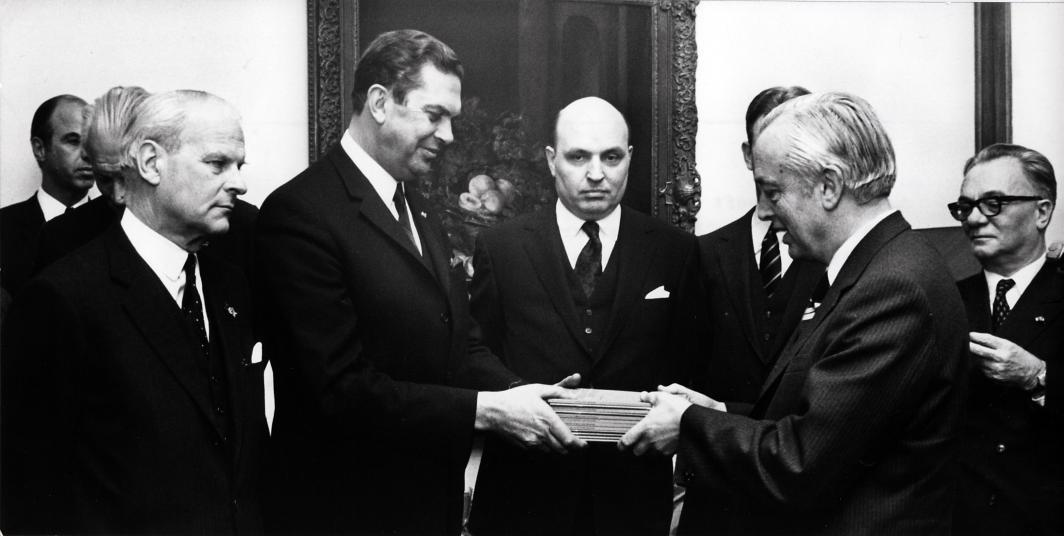
Minister van Defensie Hans de Koster, minister-president Barend Biesheuvel, directeur van het Instituut Clingendael Henk Neuman, lid van de Raad van State Karel van Rijckevorsel en voormalig Tweede Kamerlid Frans Goedhart tijdens de uitreiking van het rapport van de commissie-Rijckevorsel op 27 maart 1972.

## Na de oorlog
Hans de Koster werkte al voor de oorlog bij De Koster & Co in Leiden, een meelfabriek die sinds 1928 N.V. De Sleutels heette. In 1946 werd hij directeur, net als zijn grootvader al was geweest. In 1964 werd De Sleutels overgenomen door Meneba, waarna de Koster nog drie jaar bestuurslid bleef.
In het kabinet-De Jong (1967-1971) was hij staatssecretaris van Buitenlandse Zaken namens de VVD. Daarna was hij
minister van Defensie in de kabinetten Biesheuvel I (1971-1972) en Biesheuvel II (1972-1973).
In 1972 was de presentatie van het rapport van de Commissie-Van Rijckevorsel waarin een aantal voorstellen werden gedaan rond het Nederlands leger; sterke inkrimping van de landmacht, overhevelen luchtmachttaken naar Navo-partners, aanleg van een oefenterrein bij Ter Apel en de eerste aanzet voor een 'vrijwilligersleger' (beroepsmacht).
Na zijn periode als minister was hij Tweede Kamerlid en woordvoerder buitenlandse zaken van de VVD-fractie (1973-1977) en van 1977 tot 1980 was hij lid van de Eerste Kamer. In de jaren 1975 en 1976 was hij eveneens voorzitter van het Benelux-parlement. Tussen 1978 tot 1981 was hij voorzitter van de Raadgevende Vergadering van de Raad van Europa.
Uit zijn in 2005 vrijgegeven persoonlijk archief is gebleken dat hij in juni 1975 de vertrouwelijkheid van de besloten vaste Tweede Kamercommissie voor Defensie heeft doorbroken en de prins heeft geïnformeerd over de ontwikkelingen. Ook wist hij door middel van een filibuster tijdens een zitting van de commissie een onderzoek naar de prins te voorkomen.

## Privé
Hans de Koster was gehuwd met Dineke Burgersdijk (Leiden 1930 - Wassenaar 2024).

## Onderscheidingen
- Ridder in de Orde van de Nederlandse Leeuw, 29 april 1966
- Grootofficier in de Orde van Oranje-Nassau, 8 juni 1973
- Bronzen Leeuw